# Bão Maria (2017)
Bão Maria là một xoáy thuận nhiệt đới mạnh gần đây đã đổ bộ vào Puerto Rico như là một cơn bão cấp 4 theo quy mô Saffir-Simpson, và đe doạ Quần đảo Thổ Nhĩ Kỳ và Caicos, quần đảo Leeward và Cộng hòa Dominican. Cơn bão thứ bảy, cơn bão lớn thứ tư, và cơn bão thứ hai của cơn bão mùa hè năm 2017, Maria được hình thành vào ngày 16 tháng 9 trong một cơn sóng nhiệt đới được theo dõi bởi Trung tâm Bão quốc gia kể từ ngày 13 tháng 9. Nó là cơn bão lớn thứ ba liên tiếp đe doạ các quần đảo Leeward với một cuộc tấn công trực tiếp hoặc các tác động lớn trong vòng hai tuần, sau khi cơn bão Irma gây ra thiệt hại thảm khốc ở đó và Jose, sau đó một cơn bão cấp 4, đã vượt qua nguy hiểm chỉ vài ngày sau đó. Vào lúc 23:30 UTC ngày 18 tháng 9, Maria đã tăng cường đến cơn bão cấp 5, do đó nó là cơn bão mùa hè năm 2017 đầu tiên kể từ năm 2007 có hai cơn bão cấp 5 và một trong sáu mùa bão Đại Tây Dương có hai hoặc nhiều hơn 5 cơn bão trong kỷ nguyên vệ tinh, cũng như lần thứ hai (sau năm 2007) có hai cơn bão đổ bộ ở cường độ loại 5. Thêm vào đó, cơn bão Atlantic lớn thứ 10 trong lịch sử, và có áp lực thấp nhất trên toàn thế giới vào năm 2017. Vào lúc 10:35 UTC ngày 20 tháng 9, Maria đổ bộ vào Puerto Rico với tình trạng bão cấp cao cấp 4 với gió 155 mph (250 km/h), trở thành cơn bão mạnh nhất đổ bộ vào lãnh thổ này kể từ cơn bão San Felipe năm 1928, cũng như cơn bão dữ dội nhất để đánh vào lãnh thổ trong lịch sử ghi lại, và mạnh nhất để lở đất bất cứ nơi nào ở Hoa Kỳ (kể cả các địa điểm bên ngoài Hạ lưu 48) kể từ cơn bão Camille năm 1969.

## Lịch sử khí tượng
Trung tâm Bão quốc gia (NHC) bắt đầu theo dõi hai sóng nhiệt đới vào ngày 13 tháng 9. Phía đông nhất nhanh chóng quay thành cái sẽ trở thành Bão nhiệt đới Lee, trong khi phía tây tiếp tục di chuyển về phía tây. Với điều kiện thuận lợi nói chung trong con đường xáo trộn, sự phát triển thành một cơn bão nhiệt đới dường như có khả năng xảy ra. Nhiễu loạn không khí đã theo trật tư hơn trong hai ngày, và vào ngày 16 tháng 9, dải phân tán đã được thiết lập xung quanh một lưu thông kém. Vì trung tâm không được xác định rõ nhưng hệ thống là mối đe dọa sắp xảy ra đối với đất đai, nên NHC đã bắt đầu tư vấn về nó như là "Tiềm năng xoáy thuận nhiệt đới Nhiệt Đới 15" vào lúc 15:00 UTC theo sự thay đổi chính sách ban hành vào đầu mùa bão. Một dải mưa ở giữa khu vực nhiễu động đã dẫn nó về phía tây-tây bắc thành một khu vực rất thuận lợi để phát triển hơn nữa. Nhiệt độ bề mặt biển 84 °F (29 °C), gió thổi mạnh, và độ ẩm phong phú đã được dự đoán để thúc đẩy việc tăng cường tình trạng của cơn bão trước khi hệ thống tiếp cận Antilles nhỏ. Khi sự xáo trộn tiếp tục gia tăng ngày càng được xác định rõ ràng trong suốt cả ngày, nó đã được nâng cấp lên một cơn bão nhiệt độ vừa phải - dựa trên ước tính vệ tinh - vào lúc 21 giờ UTC ngày hôm đó, nhận được tên Maria. Vào thời điểm này, Maria nằm ở phía đông-đông nam của Tiểu Antilles 620 dặm (1.000 km).

## Hậu quả
Tính đến ngày 19 tháng 9, cơn bão đã làm ít nhất chín người chết: bảy người ở Dominica và hai người ở Guadeloupe. Các đánh giá ban đầu cho thấy thiệt hại nghiêm trọng cho Dominica, nơi bị mất điện do bão. Các đảo Guadeloupe và Martinique cũng chịu đựng lũ lụt lan rộng, các mái nhà bị hư hại và cây cối gãy đổ hàng loạt.